# Earle Foxe
Earle Foxe (Oxford (Ohio), 25 december 1891 - Los Angeles, 10 december 1973), was een Amerikaanse acteur. Zijn werkelijke naam was Earl Aldrich Fox. 
Foxe trok als jongeman naar New York en werd daar een succesvol toneelspeler. In New York speelde hij in enkeles waarna hij in 1922 naar Los Angeles verhuisde en een contract bij Fox Corporation tekende. 
Tussen 1912 en 1946 speelde hij in 148 films.

## Galerij

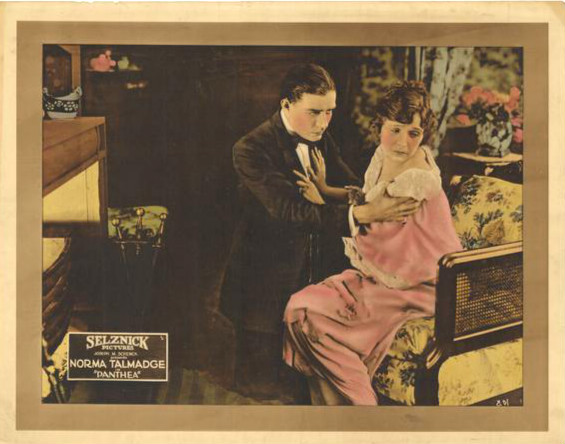
Earle Foxe in Panthea (1917)
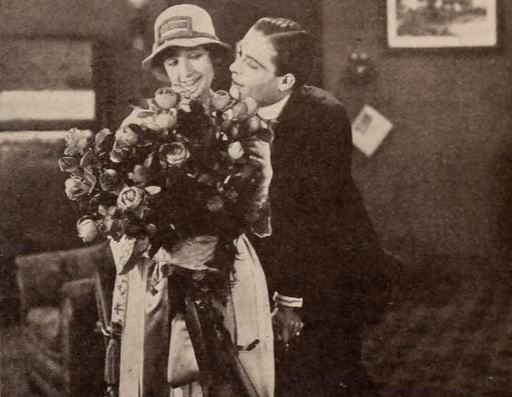
Constance Talmadge en Earle Foxe in The Honeymoon (1917)
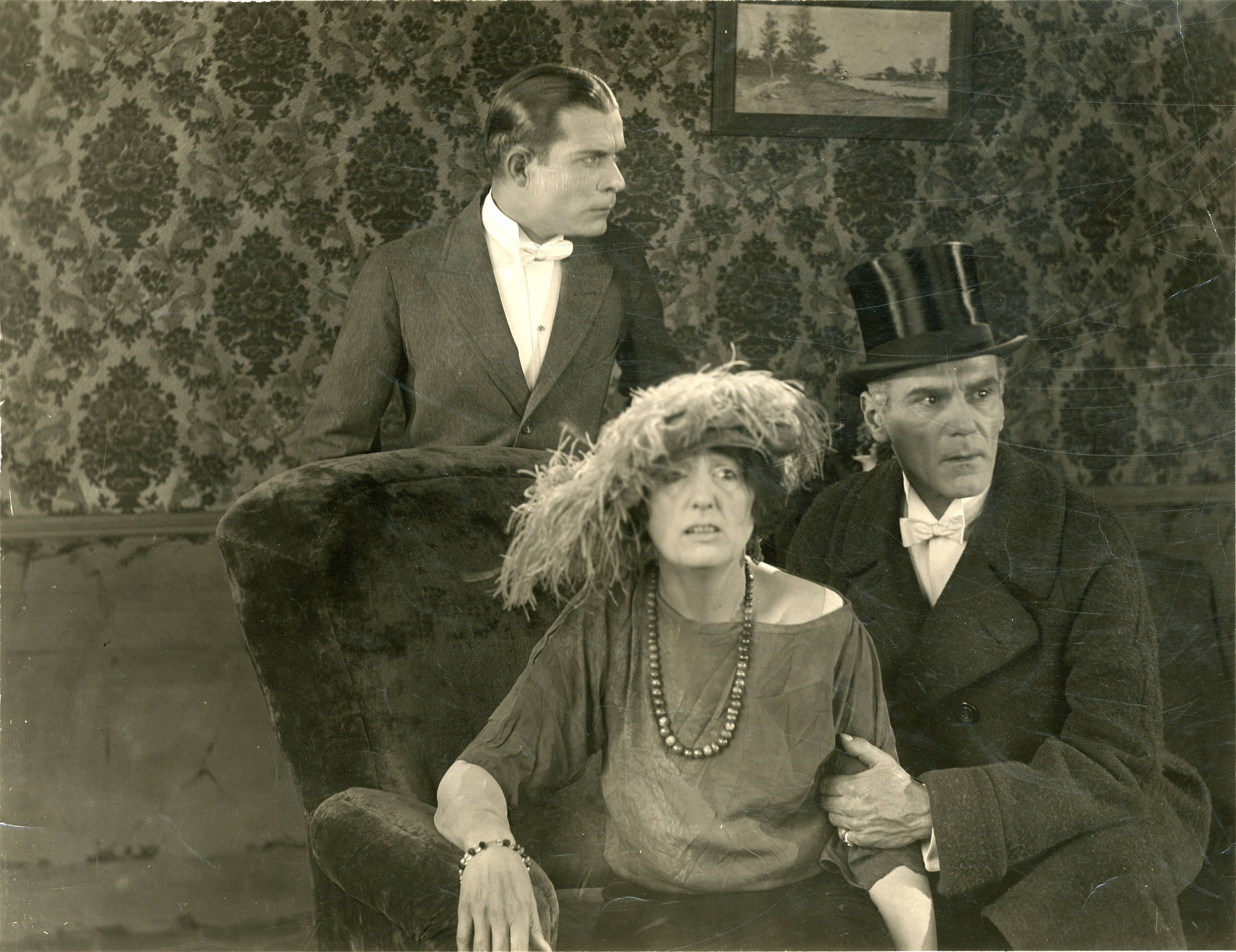
Florence Reed, Earle Foxe en Norman Pritchard in The Black Panther's Cub (1921)

## Filmografie

### Jaren 10
- The Street Singer (1912) - Karl
- The County Fair (1912) (1912)
- The Young Millionaire (1912)
- The Tell-Tale Message (1912)
- A Battle of Wits (1912)
- All for a Girl (1912) - Billy Joy, a Reporter
- A Business Buccaneer (1912)
- A Sawmill Hazard (1913)
- A Desperate Chance (1913)
- The Cub Reporter's Temptation (1913)
- The Game Warden (1913)
- The Fire Coward (1913)
- The Face at the Window (1913)
- The Pursuit of the Smugglers (1913) - James
- The Scimitar of the Prophet (1913)
- The Spender (1913)
- His Wife's Child (1913)
- Unto the Third Generation (1913)
- The Green-Eyed Devil (1914)
- The Old Man (1914)
- The Floor Above (1914) - Bartlett
- Home, Sweet Home (1914)
- The Girl in the Shack (1914)
- The Lover's Gift (1914)
- The Swindlers (1914)
- The Escape (1914)
- The Rose Bush of Memories (1914)
- His Father's Rifle (1914)
- To Be Called For (1914)
- The Livid Flame (1914)
- The Combination of the Safe (1914) - The Diamond Thief
- Rosemary, That's for Remembrance (1914)
- Out of Petticoat Lane (1914)
- The Amateur Detective (1914)
- Celeste (1915)
- The Tiger Slayer (1915)
- The Lost Messenger (1915)
- Locked In (1915)
- Diamonds Are Trumps (1916)
- The Trail of the Lonesome Pine (1916) - Dave Tolliver
- The Black Orchid (1916)
- Unto Those Who Sin (1916) - Ashton
- The Love Mask (1916) - Silver Spurs
- Alien Souls (1916) - Aleck Lindsay
- The Dream Girl (1916) - Tom Merton
- Public Opinion (1916) - Dr. Henry Morgan
- Ashes of Embers (1916) - Richard Leigh
- Panthea (1917) - Gerald Mordaunt
- Blind Man's Luck (1917) - Boby Guerton
- The Fatal Ring (1917) - Nicholas Knox
- Outwitted (1917/II) - Billy Bond
- The Honeymoon (1917) - Richard Greer
- The Studio Girl (1918) - Frazer Ordway
- From Two to Six (1918) - Howard Skeele
- Peck's Bad Girl (1918) - Dick

### Jaren '20
- The Black Panther's Cub (1921) - Lord Maudsley
- The Prodigal Judge (1922) - Bruce Carrington
- The Man She Brought Back (1922) - John Ramsey
- Vanity Fair (1923) - Captain Dobbin
- The French Doll (1923)
- Innocence (1923) - Paul Atkins
- Fashion Row (1923) - James Morton
- A Lady of Quality (1924) - Sir John Ozen
- The Fight (1924)
- The Hunt (1924)
- Oh, You Tony! (1924) - Jim Overton
- The Race (1924)
- The Last Man on Earth (1924) - Elmer Smith
- Paul Jones, Jr. (1924)
- The Burglar (1924)
- The Guest of Honor (1925)
- A Spanish Romeo (1925)
- The Sky Jumper (1925)
- The Wrestler (1925)
- Wages for Wives (1925) - Hughie Logan
- A Parisian Knight (1925) - Van Bibber
- The Feud (1926)
- The Reporter (1926)
- The Mad Racer (1926)
- A Trip to Chinatown (1926) - Welland Strong
- Rah! Rah! Heidelberg! (1926)
- The Swimming Instructor (1926)
- King Bozo (1926)
- The Tennis Wizard (1926) - Reginald Van Bibber
- Motor Boat Demon (1927)
- Upstream (1927) - Eric Brasingham
- Society Architect (1927)
- Car Shy (1927)
- Not the Type (1927)
- Slaves of Beauty (1927) - Paul Perry
- A Hot Potato (1927)
- Ladies Must Dress (1927) - George Ward, Jr
- Sailors' Wives (1928) - Max Slater
- Four Sons (1928) - Maj. von Stomm
- Hangman's House (1928) - John D'Arcy
- News Parade (1928) - Ivan Vodkoff - Mysterious Stranger
- None But the Brave (1928)
- The River Pirate (1928) - Shark
- Blindfold (1928) - Dr. Cornelius Simmons
- Fugitives (1929) - Al Barrow
- New Year's Eve (1929) - Barry Harmon
- The Ghost Talks (1929) - Heimie Heimrath
- Thru Different Eyes (1929) - Howard Thornton
- Black Magic (1929) - Hugh Darrell

### Jaren '30
- Good Intentions (1930) - 'Flash' Norton
- Dance, Fools, Dance (1931) (as Earl Foxe) - Wally Baxter
- Transatlantic (1931) - Handsome
- The Spider (1931) - John Carrington
- Ladies of the Big House (1931) - Kid Athens
- The Wide Open Spaces (1931)
- Union Depot (1932) - Detective Jim Parker, G-Man
- Strangers in Love (1932) - J.C. Clark
- The Expert (1932) - Fred Minick
- The Midnight Patrol (1932) - Judson
- Destry Rides Again (1932) - Brent
- So Big! (1932) - Pervus de Jong
- They Never Come Back (1932) - Jerryore
- The Engineer's Daughter (1932)
- A Passport to Hell (1932) - Purser
- Two Lips and Juleps (1932)
- Those We Love (1932) - Bert Parker
- The All-American (1932)
- Scarlet Dawn (1932) - Boris
- Men Are Such Fools (1932) - Joe Darrow
- Blondie Johnson (1933) - Scannel
- The Mind Reader (1933) - Don Holman
- A Bedtime Story (1933) - Max de l'Enclos
- Arizona to Broadway (1933) - John Sandburg
- The Big Shakedown (1934) - Carey
- Bedside (1934) - Joe
- Missouri Nightingale (1934) - Harry Crandall
- Little Man, What Now? (1934)
- You Belong to Me (1934)
- Counsel on De Fence (1934)
- Love Time (1934) - Sergeant
- Bright Eyes (1934) - Bond Man
- The Informer (1935) - British Officer
- The Golden Arrow (1936) - Alfred 'Pat' Parker
- Mary of Scotland (1936) - Earl of Kent
- Fifteen Maiden Lane (1936) - Society Crook
- Crack-Up (1936) - Operative #30
- The Mighty Treve (1937) (as Earle Fox) - Judson
- We're on the Jury (1937) - Mr. Thomas Jeffreys
- Murder Goes to College (1937) - Tom Barry
- Dangerously Yours (1937) - Eddie
- Lady Behave! (1937)

### Jaren '40
- Military Academy (1940) - Maj. Dover
- My Darling Clementine (1946) - Gambler

- Library of Congress Control Number: n88132364
- SNAC: w6jv48nr
- Virtual International Authority File: 1563052
- WorldCat: E39PBJxWWb3v4xqcfxpYb3q84q